# Оринџ (Масачусетс)
Оринџ (енгл. Orange) насељено је место без административног статуса у америчкој савезној држави Масачусетс.

## Демографија
По попису из 2010. године број становника је 4.018, што је 73 (1,9%) становника више него 2000. године.
| Група             | 2000.         | 2010.         |
| Белци             | 3.736 (94,7%) | 3.738 (93,0%) |
| Афроамериканци    | 48 (1,2%)     | 53 (1,3%)     |
| Азијати           | 24 (0,6%)     | 15 (0,4%)     |
| Хиспаноамериканци | 70 (1,8%)     | 143 (3,6%)    |
| Укупно            | 3.945         | 4.018         |